# Psychotria nathaliae
Psychotria nathaliae är en måreväxtart som först beskrevs av Henri Ernest Baillon, och fick sitt nu gällande namn av André Guillaumin. Psychotria nathaliae ingår i släktet Psychotria och familjen måreväxter. Inga underarter finns listade i Catalogue of Life.